# Basilide Del Zio
Basilide Del Zio (Melfi, 12 giugno 1839 – Melfi, 18 febbraio 1919) è stato uno scrittore italiano. Medico, fratello minore del patriota e politico Floriano Del Zio, è noto soprattutto per le opere sul brigantaggio postunitario (in particolare del Vulture-Melfese) e sul suo maggior esponente Carmine Crocco.

## Opere principali
- Il brigante Crocco e la sua autobiografia (1903)
- Melfi: le Agitazioni del Melfese, il Brigantaggio (1905)
- La conferenza del professore G. Battista Guarini sul cinquantenario della insurrezione di Potenza (1911)
- Melfi nella storia e nel pensiero di Dante (1912)
- Ricordi di storia patria (1915)